# Peter Opladen
Peter Opladen (* 19. November 1876 in Flittard; † 8. Mai 1957 in Lindlar) war ein deutscher katholischer Priester und Autor.

## Biografie
Peter Opladen wurde als Jüngster von drei Söhnen in Flittard geboren. Der Vater, Heinrich Opladen und die Mutter Elisabeth, geb. Steinbüchel bewirtschaften dort einen Hof.
Er verlebte in Flittard seine Kindheit, sein Vater starb, als er 12 Jahre alt war, vier Jahre später verstarb seine Mutter. Er besuchte das Quirinus-Gymnasium in Neuss und studierte nach bestandenem Abitur Theologie und Geschichte an der Universität Bonn. Nach der Priesterweihe im Dom zu Köln am 15. März 1902 wurde er zunächst Kaplan in Lennep, zwei Jahre später wurde ihm das Rektorat in Obereip im Westerwald übertragen. Hier fand er neben seinem Wirken als Seelsorger die Möglichkeit zu ernsten und historischen Studien. Er konnte an der Universität Bonn den philosophischen Doktorgrad mit einer Arbeit auf dem Gebiet der kirchlichen Geschichtsforschung erwerben. Am 26. Februar 1907 ernannte die Kirche Doktor Peter Opladen zum ersten Rektor der neu gegründeten Höheren Schule in Engelskirchen. In den zwei Jahren seiner Tätigkeit blieb die Bergische Landschaft nicht ohne Einfluss auf seine Tätigkeiten, insbesondere das Gebiet zwischen Bergisch Gladbach, Lindlar und Wipperfürth galt seinen historischen Forschungen.
26. Februar 1907 erster Rektor der Schule zu Engelskirchen. 1909 begann seine Tätigkeit als Religionslehrer am Realgymnasium in Essen-Katernberg und am 7. März 1913 an der Realschule in Krefeld. Vor seiner Anstellung als Studienrat am Städtischen Gymnasium in Krefeld war er kurze Zeit am Ursulinenlyceum in Aachen tätig. Durch die Ungunst der Zeit und seiner Tätigkeit als Historiker ließ sich Opladen 1937 in den Ruhestand versetzen und lebte seitdem in Kürten-Biesfeld, wo er weiterhin seelsorgerisch tätig war und zum päpstlichen Geheimkämmerer ernannt wurde.
1938 entstand ein Manuskript über die Geschichte der Pfarrei Willich bei Krefeld, 1940 erschien „Die Minoriten in Duisburg 1265 bis 1832“, 1946 ein Druck zur Geschichte und der Pfarre Bensberg. Beiträge zur Geschichte der Diaspora des Erzbistums Köln sind nicht gedruckt worden, da das Manuskript bei der Zerstörung des Hauses des Bonifatiusvereins in Paderborn verloren gegangen ist. 
Die Geschichte der Pfarre Flittard, bereits 1941 als Manuskript geschrieben wurde erst 1989 herausgebracht. Im Jahrbuch des Kölnischen Geschichtsvereins 1953 erschien „Die Geschichte des ehemaligen Klosters Seyen oder Sion zu Köln“, 1957 beschrieb Opladen das Augustinerinnen Kloster S. Maria Magdalena am Blaubach in Köln, dem Orden der Weißfrauen. 1951 veröffentlichte das Historische Archiv in Köln sein Werk zur Abtei und Geschichte von Groß St. Martin und die Geschichte der Pfarrei Groß St, Martin. Weitere Schriften sind u. a. „Das Dekanat Wipperfürth“, „Kommende und Pfarrei Herrenstrunden in ihrer geschichtlichen Entwicklung“ oder die Heimatbücher zu Leverkusen-Schlebusch.
Das Heimatbuch zu Engelskirchen im Aggertal erschien 1951 unter Mitwirkung von Josef Külheim, mit dem gemeinsam er 1958 auch das Heimatbuch der Gemeinde Hohkeppel herausgebracht hatte. Nach dem Tod von Peter Opladen, erschien 1959 das Buch Engelskirchen im Aggertal von Opladen und Edmund Schiefeling unter Mitarbeit von Dipl. Ing. Josef Külheim.  
Weitere historische Schriften, Abhandlungen, historische Aufsätze und Forschungen der Arbeiten Opladens, nicht nur zur Bergischen Geschichte, bilden Quellenmaterial geschichtlicher, historischer und kirchengeschichtlicher Tätigkeiten.

## Eigene Werke
- Am Niederrhein. Ein Führer durch Geschichte und Kunst, Greven Verlag, Krefeld 1925
- Die Minoriten in Duisburg 1265–1832. Ein Beitrag zur Duisburger Pfarrgeschichte, Massing, Emmerich 1940
- Die Geschichte der Pfarre Bensberg, Heiderdruck Bergisch Gladbach 1946
- Die Geschichte der Pfarre St. Andreas und des Pfarr-Rektorates St. Albertus Magnus zu Leverkusen-Schlebusch, Pfarramt Leverkusen-Schlebusch 1952
- Die Geschichte des ehemaligen Klosters Seyen oder Sion in Köln, aus: 27. Jahrbuch des Kölnischen Geschichtsvereins E.V., 1953
- Groß St. Martin. Geschichte einer stadtkölnischen Abtei, Schwann, Düsseldorf 1954
- Das Dekanat Wipperfürth, Verlag F. Schmitt, Siegburg 1955
- Die Pfarre Biesfeld, in: Geschichte der Pfarreien der Erzdiözese Köln Bd. II, Siegburg 1955
- Coautor von Anton Jux und Josef Külheim in: Heimatbuch der Gemeinde Hohkeppel zur Jahrtausendfeier 958–1959, Hrsg.: Gemeinde Hohkeppel 1958
- Die Geschichte der Pfarre Flittard, Hrsg.: Kath. Pfarramt St. Hubertus Köln-Flittard 1989
- Kommende und Pfarre Herrenstrunden in ihrer geschichtlichen Entwicklung, Hrsg.: Hans-Ludwig Arnold, Odenthal-Eikamp 1998

| Personendaten    | Personendaten                             |
| ---------------- | ----------------------------------------- |
| NAME             | Opladen, Peter                            |
| KURZBESCHREIBUNG | deutscher Autor und katholischer Priester |
| GEBURTSDATUM     | 19. November 1876                         |
| GEBURTSORT       | Flittard                                  |
| STERBEDATUM      | 8. Mai 1957                               |
| STERBEORT        | Lindlar                                   |